# John M. Olin Foundation
De John M. Olin Foundation, inc. werd opgericht in 1953, door John Merril Olin (1892-1982). Olin was uitvinder, industrieel, filantroop en conservatief. Olin was toegewijd aan het behoud van de principes van economische en commerciële vrijheid, omdat deze passen in het Amerikaanse gedachtegoed.
Volgens de site van de John M. Olin Foundation was het hoofddoel van deze organisatie daarom: 
'steun aan projecten te verlenen die een weerspiegeling vormden van, of bedoeld waren om de economische, politieke en culturele instellingen te versterken waarop de Amerikaanse erfenis van constitutionele overheid en privé onderneming gebaseerd is'. Tot op heden gaf de stichting ongeveer 370 miljoen dollar in achtervolging van deze doelstelling weg.
John M. Olin was niet van plan om de stichting tot in de lengte van dagen te laten bestaan, maar om deze te laten ontbinden tegen de tijd dat de beheerders die het best zijn filantropische idealen kenden zich hadden teruggetrokken. Na de dood van William E. Simon, die door Olin in 1977 was gekozen tot voorzitter van de John M. Olin Foundation, begon de Raad van Beheerders een met de uitvoer van een plan om de stichting te ontmantelen. In de herfst van 2005 was de opheffing een feit.
De John M. Olin Foundation is tegenwoordig vooral bekend doordat zij een van de geldschieters van het Amerikaanse Project for the New American Century was.